# FIFA 18
FIFA 18 is een voetbalsimulatiespel ontwikkeld door EA Canada. Het is het 25e deel in de FIFA-reeks. Het spel werd op 29 september 2017 door EA Sports uitgebracht voor pc, PlayStation 3, PlayStation 4, Xbox 360, Xbox One en Nintendo Switch. Het Nederlandstalige commentaar wordt verzorgd door Evert ten Napel en co-commentator Youri Mulder. FIFA 18 is het tweede spel in de serie dat wordt aangedreven door Frostbite. Cristiano Ronaldo siert de cover van het spel.

## Gameplay
Het spel bevat 52 stadions uit 12 verschillende landen. Ultimate Team Icons zijn nieuw in het spel en vervangen de oude Ultimate Team Icons. Dit zijn spelers van vroeger zoals Ronaldo en Diego Maradona die speelbaar zijn in Ultimate Team. Het verhaalmodus The Journey werd verder uitgebreid. Hierin neemt de speler de rol van Alex Hunter op zich, een 18-jarige voetballer die naam wil maken in de Premier League. Verder werd de tv-layout uitgebreid met de Primera División.

## 2018 FIFA World Cup Russia
Op 29 mei 2018 kwam EA met een downloadbare update waarin spelers het Wereldkampioenschap voetbal 2018 konden naspelen. Net als bij het EK 2012 kwam EA met een extra gameplay die niet apart werd uitgebracht als een nieuwe game, maar kon worden gedownload in het al bestaande FIFA 18. Landen die op het WK actief waren, werden aangevuld met landen die al aanwezig waren in FIFA 18. In de menu's van de game werden dezelfde soundtracks gebruikt als in FIFA 18, aangevuld met het nummer Colors (Coca Cola) van Jason Derülo.

## Soundtracks
| Artiest                      | Nummer                                   | Land                      |
| ---------------------------- | ---------------------------------------- | ------------------------- |
| alt-J                        | Deadcrush                                | Vlag van Engeland         |
| The Amazons                  | Stay with Me                             | Vlag van Engeland         |
| Avelino met Stormzy & Skepta | Energy                                   | Vlag van Engeland         |
| Bad Sounds                   | Wages                                    | Vlag van Engeland         |
| Baloji                       | L'Hiver Indien                           | Vlag van België           |
| BØRNS                        | Faded Heart                              | Vlag van Verenigde Staten |
| Cut Copy                     | Standing in the Middle of the Field      | Vlag van Australië        |
| Django Django                | Tic Tac Toe                              | Vlag van Schotland        |
| IDER                         | King Ruby                                | Vlag van Engeland         |
| Kimbra                       | Top of the World                         | Vlag van Nieuw-Zeeland    |
| Kovic                        | Drown                                    | Vlag van Engeland         |
| Lorde                        | Supercut                                 | Vlag van Nieuw-Zeeland    |
| Mondo Cozmo                  | Automatic                                | Vlag van Verenigde Staten |
| Mura Masa met Tom Tripp      | Helpline                                 | /                         |
| The National                 | The System Only Dreams in Total Darkness | Vlag van Verenigde Staten |
| ODESZA                       | La Ciudad                                | Vlag van Verenigde Staten |
| Off Bloom                    | Falcon Eye                               | Vlag van Denemarken       |
| Oliver met De La Soul        | Heart Attack                             | Vlag van Verenigde Staten |
| Outsider                     | Míol Mór Mara                            | Vlag van Ierland          |
| Perfume Genius               | Slip Away                                | Vlag van Verenigde Staten |

| Artiest                                        | Nummer                           | Land                      |
| ---------------------------------------------- | -------------------------------- | ------------------------- |
| Phantoms                                       | Throw It in the Fire             | Vlag van Verenigde Staten |
| Portugal. The Man                              | Live in the Moment               | Vlag van Verenigde Staten |
| RAC met St. Lucia                              | The Beautiful Game               | /                         |
| Residente                                      | Dagombas En Tamale               | Vlag van Puerto Rico      |
| Rex Orange County                              | Never Enough                     | Vlag van Engeland         |
| Run the Jewels                                 | Mean Demeanor                    | Vlag van Verenigde Staten |
| Sir Sly                                        | &Run                             | Vlag van Verenigde Staten |
| Slowdive                                       | Star Roving                      | Vlag van Engeland         |
| Sneakbo met Giggs                              | Active                           | Vlag van Engeland         |
| SOFI TUKKER met NERVO, The Knocks & Alisa Ueno | Best Friend                      | /                         |
| Superorganism                                  | Something for Your Mind          | Vlag van Engeland         |
| Tash Sultana                                   | Jungle                           | Vlag van Australië        |
| Témé Tan                                       | Ça Va Pas La Tête?               | Vlag van België           |
| Tom Grennan                                    | Found What I've Been Looking For | Vlag van Engeland         |
| Toothless (Ed Nash)                            | Sisyphus                         | Vlag van Engeland         |
| Vessels met The Flaming Lips                   | Deflect the Light                | /                         |
| The War on Drugs                               | Holding On                       | Vlag van Verenigde Staten |
| Washed Out                                     | Get Lost                         | Vlag van Verenigde Staten |
| The xx                                         | Dangerous                        | Vlag van Engeland         |

## Trivia
- De Nederlandse artiest Junkie XL verzorgde soundtracks voor (onder andere) het speltype 'The Journey'.[1][2]